# 小行星11356
小行星11356（11356 Chuckjones）是一颗绕太阳运转的小行星，为主小行星带小行星。该小行星于1997年12月18日发现。

## 轨道参数
小行星11356的轨道半长轴为3.0329661 UA，离心率为0.111。